# 粤瓦韦
粤瓦韦（学名：Lepisorus obscurevenulosus）为水龙骨科瓦韦属下的一个种。

## 扩展阅读
- 維基物種上的相關：粤瓦韦